# ثورة تركستان (1931)
ثورة تركستان هي ثورة عارمة في تركستان الشرقية ضد الصين سنة (1350 هـ – 1931 م).

## سبب الثورة
كان سبب الثورة تقسيم الحاكم الصيني المنطقة إلى وحدات إدارية، فبدأ التذمر، ثم وقع اعتداء على امرأة مسلمة من قبل رئيس الشرطة، فامتلأ الناس غيظًا وحقدًا على الصينيين، وتظاهروا بإقامة حفل على شرف رئيس الشرطة، وقتلوه أثناء الحفل مع حراسه البالغ عددهم اثنين وثلاثين جنديًا.

## أحداث الثورة
كانت ثورة عنيفة، اعتصم خلالها بعض المسلمين في المرتفعات، ولم تستطع القوات الصينية إخمادها، فاستعانوا بقوات من روسيا لم تُجْدِ نفعًا مع بركان الغضب المسلم، فانتصر المسلمون عليهم، واستولوا على مدينة “ شانشان ” ، وسيطروا على “ طرفان ” ، واقتربوا من «أورومتشي» قاعدة تركستان الشرقية.
وأرادت الحكومة الصينية تهدئة الأوضاع فعزلت الحاكم العام؛ غير أن المسلمين كانوا قد تمكنوا من الاستيلاء على «أورومتشي»، وطرودا الحاكم العام قبل أن تعزله الدولة، وتسلم قادة المسلمين السلطة في الولاية، ووزعوا المناصب والمراكز على أنفسهم، فما كان من الحكومة الصينية إلا أن رضخت للأمر الواقع، واعترفت بما حدث، وأقرّت لقادة الحركة بالمراكز التي تسلموها.
وقد امتدت الثورة إلى منطقة تركستان الشرقية كلها، وقام عدد من الزعماء بالاستيلاء على مدنهم، ثم اتجهوا إلى كاشغر واستولوا عليها، وكان فيها ثابت داملا أي الملا الكبير، فوجدها فرصة وأعلن قيام جمهورية تركستان الشرقية الأولى، التي أسست وفق المبادئ الإسلامية.

## موقفخوجا نياز
أما خوجا نياز أو عبد النياز بك، فقد جاء إلى الثائرين في كاشغر ليفاوضهم وينهي ثورتهم، إلا أنه اقتنع بعدالتها، فانضم إليهم وأعلن قيام حكومة جديدة باسم الجمهورية الإسلامية في تركستان الشرقية ” -وكان ذلك في (21 رجب 1352 هـ – 12 نوفمبر 1933 م) - على المبادئ الإسلامية، وقد اختير خوجا نياز رئيسًا للدولة، و ” ثابت داملا ” رئيسًا لمجلس الوزراء.

وتعين كاشغر عاصمة للدولة

## رد فعل الحكومة الصينية
لم تترك الصين تركستان تنعم بحريتها كثيرا حيث استعانت بروسيا لإسقاط الحكومة وإخماد الثورة وتمكن التحالف الصيني الروسي من إسقاط هذه الجمهورية وقام بإعدام جميع أعضاء الحكومة مع عشرة آلاف مسلم، وحصل الروس مقابل مساعدتهم للصين على حق التنقيب عن الثروات المعدنية، والحصول على الثروات الحيوانية، واستخدام عدد من الروس في الخدمات الإدارية في تركستان الشرقية.

## حكومة تركستان الشرقية الثانية
بعد إسقاط الحكومة وقمع الثورة عاد شعب تركستان الشرقية للثورة مرة أخرى على الحكومة الصينية والتي يعتبروا وجودها في تركستان الشرقية احتلالا وتمكنوا من إعلان الاستقلال وإقامة حكومة ثانية استمرت خمسة أعوام.
وتولى قيادة الثورة ورئاسة الحكومة علي خان